# Брамбиси
 Брамбиси су један од пет професионалних рагби јунион тимова из Аустралије који се тамичи у Супер Рагби. Брамбиси су најуспешнији аустралијски рагби јунион тим, играли су у шест финала Супер Рагби, а у два наврата су га и освојили ( 2001. 2004. ). Дрес Брамбиса је плаве и жуте боје, а седиште је у престоници Аустралије, граду Канбера. Међу најпознатијим рагбистима који су играли за Брамбисе убрајају се Џорџ Греган, Џорџ Смит, Мат Гито, Стирлинг Мортлок, Адам Ешли-Купер, Стефен Ларкам... Највише есеја за клуб постигао је Џо Роф - 57, највише поена дао је Стирлинг Мортлок - 994 поена, а највише утакмица одиграо је играч који игра на позицији крилног у трећој линији Џорџ Смит - 142 утакмице.
Успеси
- Супер Рагби

- Освајач (2) : 2001, 2004.

 Састав у сезони 2016
Алан Алалатоа
Бен Александер
Лес Макин
Скот Сио
Руан Смит
Алберт Анае
Џошуа Ман-Реа
Стефен Мор
Рори Арнолд
Сем Картер
Блејк Еневер
Скот Фарди
Том Станифорд
Џарад Батлер
Дејвид Покок
Ита Ваеа
Џордан Смилер
Мајкл Довсет
Мет Томуа
Нигел Ах Вонг
Тевита Куридрани
Кристијан Леалифано
Џејмс Даргавил
Хенри Спејт
Лауси Талиаули
Џо Томане
Аидан Тоуа
Роби Колеман